# Dei Lucrii
Segons la mitologia romana, els Dei Lucrii, del llatí lucrus, 'guanyar obtenir beneficis', són les deïtats propícies a les activitats econòmiques, el comerç i la producció dels diners, segons explica Arnobi el Vell. El seu culte va quedar tan reduït amb l'arribada de Mercuri, que des de llavors es van convertir en servents d'aquest déu.
Els fa fills de Mercuri i Larunda i, per tant, serien germans dels Lars.

## Llista delsDei Lucrii
- Mercuri (Déu del Comerç).
- Esculà (Déu de les mines i de les monedes de bronze).
- Argentinus (Pare d'Esculà i déu de les monedes de plata).

Més tard, entre ells es va afegir al déu Pecunia, la deïtat dels metalls que produeixen riquesa.